# 日野氏 (伊予国)
日野氏(ひのし／ひのうじ)は、日本の氏族。伊予国の国人。

## 概略
伊予国の日野氏が初めて資料に現れるのは、永正年間に日野家の末裔と称した日野光朝が、戦功により足利義稙より宇摩郡を賜ったという記録である。その後同郡馬立村、上山村などに来住した。戦国時代は河野氏の配下にあり、江戸時代に一族は、帰農した。